# 신한EZ손해보험
신한EZ손해보험은 대한민국의 종합 손해보험회사이다.
2022년 7월 1일 신한EZ손해보험은 신한금융그룹의 New Vision인 '더 쉽고 편안한, 더 새로운 
금융'의 가치 아래 그룹의 15번째 자회사로 공식 출범하였다.

## 연혁
- 2003년: ㈜다음다이렉트라인 설립
- 2004년: 다음다이렉트 자동차보험㈜ 출범
- 2008년: ERGO에서 지분 65% 취득
- 2014년: BNP파리바 카디프손해보험㈜ 출범
- 2022년: 신한EZ손해보험㈜ 출범